# Borgo Paglia
Borgo Paglia, è una frazione del comune di Cesena.

## Geografia fisica
Borgo Paglia di Cesena, confina con le frazioni di Tipano, Borgo San Vittore, Le Aie e San Mauro. A Borgo Paglia è situato lo svincolo Cesena Sud della Strada europea E45.